# Други руско-персијски рат
Персијски поход или експедиција Катарине Велике, уз Персијски поход Петра Великог, био је још један у низу руско-персијских ратова вођених у 18. веку који у том моменту није проузроковао трајне и одлучујуће последице по обе стране.
Последње деценије 18. века биле су обележене сталним борбама између ривалски настројених претендената на чувени Паунов престо Персијског царства. Катарина Велика је ову ситуацију искористила да стекне предност над дезорганизованом Персијом и успостави своју контролу над слабо организованим обласним деловима Кавказа. Грузијско краљевство коначно 1738. године постаје руски протекторат, када је Ираклије II, грузијски краљ, потписао Георијевски споразум, којим је руска царица гарантовала да ће га Русија бранити у случају персијског напада. Шамхал (владарска титула у Дагестану) од Таркија прихватио је руско вођство, и њену заштиту три године касније.
Са устоличењем Мухамед-хан Каџара за персијског шаха 1794. године, политичка клима се знатно изменила. Он је ставио тачку на период династичких сукоба, настављајући са све чвршћим утицајем, како би задржао Кавказ, пустошио је Грузију (у Крцанијској бици), претворивши њену престоницу Тбилиси 1795. године у шаку пепела, спаливши је до темеља. Са закашњењем, Катарина Велика је успела да организује поход, тј. да покрене казнену експедицију против персијског шаха.
Иако су многи очекивали да ће одлично увежбани корпус који је бројао 13.000 људи предводити искусни генерал Гудович, царица је упркос томе послушала савет свог љубавника, кнеза Зубова, и поверила команду његовом младом и не тако искусном брату, грофу Валеријану Зубову. Руске трупе које су биле послате из Кизљара у априлу 1796. муњевито су упале у кључно утврђење Дербент 10. маја и заузеле га. Тај подвиг био је величан чак и описан од стране дворског поете Гаврила Романовича Державина, у његовој познатој оди; он је касније огорчено коментарисао неславан повратак Зубова из похода у још једној својој изузетној песми.
Средином јуна, Зубовљеве трупе заузеле су без већег отпора већину територије данашњег Азербејџана, укључујући три главна града — Баку, Шемаху и Ганџу. До новембра су напредовале и биле стациониране на ушћу река Аракс и Кура, постављене за копнени напад, и даљи улазак у дубину персијског царства.
То се дешавало истог месеца када је и руска царица Катарина Велика преминула, наследио ју је њен син Павле I, који је презирао Зубова, и имао друге планове за војску (тајни план похода на Индију, боље познат као Павлов индијски марш, што је био покушај укидања енглеске доминације у Индији), па је због тога наредио снагама да се повуку назад у Русију. Овим потезом изазвао је незадовољство и непријатељство још увек утицајног Зубова као и других официра који су учествовали у походу, а многи од њих ће се наћи међу завереницима и организаторима Павловог убиства пет година касније.